# Čáslavice
Čáslavice – gmina w Czechach, w powiecie Třebíč, w kraju Wysoczyna. 1 stycznia 2014 liczyła 538 mieszkańców.